# Gyula Rózsavölgyi
Gyula Rózsavölgyi, född 1822 i Baja, död 1861 i Pest, var en ungersk musikförläggare. Han var son till Márk Rózsavölgyi.
Rózsavölgyi öppnade 1850 i Pest tillsammans med Norbert Grinzweil (1823–1890) ett musikförlag, som utvecklade sig till det förnämsta i Ungern och förlade de främste ungerska tonsättarnas verk, föranstaltade nationella musikfester, anordnade filharmoniska sällskapets och landssångarföreningens konserter samt bemärkta gästspel. Firman bedrev även musikhandel, bokförlag och bokhandel. Den hade filialer i Berlin, Leipzig och London.